# 克羅地亞—德國關係
克羅地亞－德國關係（德語：Deutsch-kroatische Beziehungen）是指克羅地亞共和國與德意志聯邦共和國之間的外交關係。兩國自1992年1月15日起建立正式外交關係，德国也是第一个与克罗地亚建立外交关系的国家。克羅地亞在德國首都柏林設有大使館，亦於德國城市杜塞爾多夫、慕尼黑、斯圖加特、漢堡及法蘭克福設有總領事館。德國聯邦政府亦於克羅地亞首府薩格勒布設置大使館，並於斯普利特設有名譽領事館。於1991年，有接近400,000名克罗地亚裔人居於德國境內。
在歐洲歷史上，德國與克羅地亞有親密友好的合作關係。當克羅地亞於1991年6月25日宣佈從南斯拉夫獨立時，獲得相當數量的德國政要表態支持。當中時任德國外交部部長漢斯-迪特里希·根舍更強烈呼籲國際社會盡快承認獲得自由的克羅地亞和斯洛文尼亞，表現積極。
在南斯拉夫内战期間，德國高度支持克羅地亞，有大量德國人以志願者身份參戰，協助克羅地亞獨立。德國亦都向克羅地亞提供步兵和武器支援。

## 外部連結
- Croatian Ministry of Foreign Affairs and European Integration: list of bilateral treaties signed with Germany
- Croatian embassy in Berlin (in croat and German only) （页面存档备份，存于）
- German Federal Foreign Office about relations with Croatia （页面存档备份，存于）
- German embassy in Zageb (in Croat and German only)